# 1993 UE
1993 UE är en asteroid i huvudbältet som upptäcktes den 20 oktober 1993 av den australiensiske astronomen Robert H. McNaught vid Siding Spring-observatoriet.
Asteroiden har en diameter på ungefär 5 kilometer.